# I sommersi e i salvati
(Primo Levi, I sommersi e i salvati)
I sommersi e i salvati è un saggio di Primo Levi.
Scritto nel 1986, ultimo lavoro dell'autore, è un'analisi dell'universo concentrazionario che l'autore compie partendo dalla personale esperienza di prigioniero del campo di sterminio nazista di Auschwitz e allargando il confronto a esperienze analoghe della storia recente, tra cui i gulag sovietici.
La narrazione descrive con lucidità e distacco - nonostante l'averne vissuto l'esperienza diretta - i meccanismi che portano alla creazione di "zone grigie" di potere tra oppressori e oppressi, la corruzione economica e morale delle persone che vivono nei sistemi concentrazionari, gli scopi e gli utilizzi politici e sociali di tali sistemi, la replicazione di analoghe dinamiche comportamentali nelle realtà quotidiane odierne.

## Contenuti
Già dalla prefazione, Levi pone l'attenzione sulla tendenza del pubblico a rifiutare l'esistenza dei lager, a sminuire l'orrore che i diretti testimoni avrebbero riportato. Tale rifiuto già era stato previsto dai colpevoli, tant'è che erano soliti ammonire i prigionieri dei lager dicendo loro che nessuno gli avrebbe creduto, e che comunque tutte le prove sarebbero andate distrutte, cosa che però non avvenne. I militi delle SS cercarono difatti fino all'ultimo di distruggere documenti e interi campi di sterminio - e in alcuni casi vi riuscirono anche - ma buona parte del materiale rimase fino alla fine della guerra. Gli stessi comandanti delle SS furono inviati in zone poco sicure, con il preciso intento, secondo l'autore, che rimanessero uccisi e non potessero quindi confermare quanto i nazisti avevano fatto. Inoltre Levi pone attenzione al fatto che l'intera Germania fosse a conoscenza di quanto accadeva nei lager: troppi erano gli indizi, come l'acquisto di veleni e di forni crematori, da non poter insospettire. Tuttavia, molti preferirono non indagare.
Nel primo capitolo, La memoria dell'offesa, Levi inizia a trattare l'argomento principale del libro: la memoria. Parte dal presupposto che la memoria umana è fallace, condizionata da ciò che si sente successivamente e da ciò che si legge. E se per gli oppressori la memoria può essere facilmente cancellata, è per gli oppressi che il ricordo delle torture subite non riesce a scomparire. Inoltre la fallacità della memoria può essere usata a proprio favore: molti sono gli oppressori che si sono inventati un'altra memoria, cancellando quanto avevano fatto e riducendolo a semplici azioni senza alcuna colpa. Questo è il modo con cui Levi afferma che molti complici dello sterminio si siano salvati dai loro stessi sensi di colpa. Tornando alla memoria, anche coloro che hanno subìto tendono a ricrearsene una nuova: non per sfuggire a ciò che hanno fatto, essendo le vittime, ma per sfuggire a quel ricordo, per dimenticarne i dolori e le ingiustizie.
Nel secondo capitolo, La zona grigia, l'autore tratta dei privilegiati all'interno dei lager, quella che lui definisce appunto "la zona grigia". Fra costoro, nota è la squadra addetta alla gestione dei crematori, di cui Levi parlerà approfonditamente. In chiusura del capitolo, si parla anche della figura di Mordechai Chaim Rumkowski, il decano di Lòdz, ebreo affezionato al potere e che, appoggiato dalle SS, aveva imposto il suo comando all'interno del ghetto della sua cittadina.
Nel terzo capitolo, La vergogna, Levi inizia a parlare dell'angoscia della liberazione. Non vi è stata infatti, secondo il suo parere, la felicità nell'essere liberati, poiché i mesi passati all'interno del lager hanno modificato profondamente tutti i superstiti. Tanto da farli vergognare della loro posizione, da farli sentire in colpa per quanto era successo e per quanto le SS avevano fatto.
Nel quarto capitolo, Comunicare, l'autore tratta delle difficoltà linguistiche, in particolare di quelle degli italiani che, giunti nei lager, non riuscivano a comprendere il tedesco. Inoltre si parla della lingua tedesca e della sua mutazione all'interno dei lager, un imbastardimento tale da creare un dialetto proprio per ogni lager. Evoca anche il personaggio di Hurbinek, quasi il culmine delle difficoltà comunicative nel campo, il piccolo bambino verosimilmente nato ad Auschwitz, "a cui nessuno aveva insegnato a parlare, e che di parlare provava un bisogno intenso, espresso da tutto il suo povero corpo". 
Nel quinto capitolo, Violenza inutile, Levi tratta della violenza senza un apparente scopo, ma usata solamente per provocare il piacere in chi la esegue. In questo capitolo viene portato ad esempio il viaggio nei carri merci, la nudità imposta ai prigionieri, il tatuaggio sul braccio, i lavori inutili e gli esperimenti effettuati sulle persone.
Nel sesto capitolo, L'intellettuale ad Auschwitz, l'autore tratta e commenta un saggio di Jean Améry, un sopravvissuto ai lager. Qui Levi critica la definizione che Amery dà dell'intellettuale in quanto conoscitore della cultura umanistica e filosofica, e dedito al pensiero astratto (escludendo quindi scienziati e tecnici), proponendo la figura di un intellettuale la cui cultura è viva e che non prova sdegno davanti a nessun ramo del sapere, sempre pronto a rinnovarsi e accrescersi. In ultima analisi, però, concorda con Améry per la considerazione finale per cui il lavoro manuale, affrontare la routine della baracca e assistere all'imbastardimento della lingua, è più duro e debilitante per l'uomo colto che non per l'incolto.
Nel settimo capitolo, Stereotipi, Levi risponde a tre delle domande più frequenti verso i reduci. La prima riguarda la fuga dai lager, la seconda la ribellione verso i carcerieri e la terza la fuga dalla patria per evitare la deportazione.
Nell'ottavo capitolo, Lettere di tedeschi, Levi commenta alcune lettere inviategli negli anni al seguito della pubblicazione di Se questo è un uomo in Germania.
Il libro termina con il capitolo Conclusioni.

## Edizioni
- Primo Levi, I sommersi e i salvati, collana "Gli Struzzi" n. 305, Einaudi, 1991  [1986],  p. 181, ISBN 88-06-12695-4.